# 水は海に向かって流れる
『水は海に向かって流れる』（みずはうみにむかってながれる）は、田島列島による日本の漫画作品。
『別冊少年マガジン』（講談社）にて2018年9月号から2020年8月号まで連載。
2023年6月9日に実写映画版が公開された。

## 登場人物
熊沢 直達（くまざわ なおたつ）
高校入学を機に、通学のため母方の叔父が住むシェアハウスの2階に転入。いい子。10年前、父が千紗の母とW不倫して駆け落ちしていたことを知り、千紗の気持ちに寄り添いたいと思うようになる。美術部所属。
榊 千紗（さかき ちさ）
26歳OL。シェアハウス2階の同居人。感情表現が控えめで、顔に出ない。時々、上等な肉を買い、同居人たちに振る舞うことがある。肉を好み、魚は買わない。普段はビールを愛飲するが、嫌なことがあったときは焼酎を飲む。10年前、母が直達の父とW不倫して駆け落ちし、戻ってこないままの状態。そのため、母と直達の父に対しては、厳しい対応を取る。しかし、直達や茂道は不倫とは無関係なので、厳しく接することはない。恋愛をしないことにしている。出不精。ミスター・ムーンライトを可愛がっている。
歌川 茂道（うたがわ しげみち）
熊沢直達の母方の叔父で、シェアハウス2階に住んでいる漫画家。30歳過ぎ。直達以外の同居人からは「ニゲミチ先生」とペンネームで呼ばれている。姉である直達の母に頭が上がらない。姉夫婦には、会社員を辞めて漫画家になったことを隠している。独身で彼女の気配なし。
泉谷（いずみや）
シェアハウス1階の同居人で、職業は占い師。仕事のときは女装。楓の兄。勧善懲悪のためには喧嘩することを厭わない。
泉谷 楓（いずみや かえで）
直達の同級生の美少女。颯の妹で、シェアハウスによく来る。直達を好きになる。陸上部所属。
成瀬（なるせ）
シェアハウス1階の同居人で、職業は教授。旅が多い。千紗の父と旧知の仲で、千紗を子供のころから知っている。
熊沢 達夫（くまざわ たつお）
直達の父。10年前、千紗の母とW不倫して駆け落ちしていた。直達の母方の祖父母宅へは行かない。千紗の印象では、善良な市民風の見た目。
高島 紗苗（たかしま さなえ）
千紗の母。10年前、直達の父とW不倫して駆け落ちしたが、1年で破局。その後、榊家には戻らず、現在は高島吾朗と再婚し、吾朗の連れ子である美由（みゆ）と暮らしている。千紗によると、頭が良く、優しい人。
榊（さかき）
千紗の父。白髪。家族に対して淡白なところがある。
藤浪（ふじなみ）
直達と同じ美術部所属の女子高生。眼鏡をかけている。楓を絵のモデルにする。彼氏なし。楓の恋心に気付く。
門司 明大（もじ あきひろ）
探偵。達夫から千紗の母の居場所の捜索を依頼され、見つけ出し千紗に報告書を渡した。
ミスター・ムーンライト
河原に捨てられていた猫で、直達が登校時に発見した。その日の放課後、男子中学生たちからダーツの矢の的として虐待されていたところを颯が救出した。動物病院で治療を受けた後、他のシェアハウス同居人たちの許可を得て、颯が引き取り命名した。颯以外の人は「ムーちゃん」と呼んでいる。

## 書誌情報
- 田島列島『水は海に向かって流れる』講談社〈KCデラックス〉、全3巻
  1. 2019年5月9日発行[4]、ISBN 978-4-06-514451-0
  2. 2019年12月9日発行[5]、ISBN 978-4-06-517908-6
  3. 2020年9月9日発行[6]、ISBN 978-4-06-520587-7

## 受賞
KADOKAWAの『ダ・ヴィンチ』2020年3月号では「今月のプラチナ本」に選ばれ、同誌の「プラチナ本 OF THE YEAR 2020」も受賞している。また、宝島社の『このマンガがすごい!オトコ編』では2020で5位を、2021で4位を獲得しており、マンガ大賞2020では5位を、2021では4位を獲得している。更に、フリースタイルの『このマンガを読め!』では2020で2位に、2021でも2位に選ばれ、日本出版販売の出版社コミック担当が選んだおすすめコミック2021では6位に選ばれた。なお、本作は第24回手塚治虫文化賞新生賞の受賞理由となった作品の1つとなっている。

## 実写映画
2023年6月9日に公開された。監督は前田哲、脚本は大島里美、主演は広瀬すず。

### キャスト
- 榊千紗 - 広瀬すず[3]
- 熊沢直達 - 大西利空[20]
- 歌川茂道 - 高良健吾[20]
- 泉谷颯 - 戸塚純貴[21]
- 泉谷楓 - 當真あみ[20]
- 榊謹悟 - 勝村政信[21]
- 熊沢達夫 - 北村有起哉[21]
- 高島紗苗 - 坂井真紀[21]
- 成瀬賢三 - 生瀬勝久[21]

※泉谷颯、榊謹悟、成瀬賢三の下の名前は原作にはないが、映画で設定された。

### スタッフ
- 原作 - 田島列島『水は海に向かって流れる』（講談社「少年マガジンKCDX」刊）
- 監督 - 前田哲
- 脚本 - 大島里美
- 音楽 - 羽毛田丈史
- 主題歌 - スピッツ「ときめきpart1」(Polydor Records)[21]
- エグゼクティブプロデューサー - 小西啓介、和田佳恵、高見洋平、出來由紀子、平体雄二
- 企画・プロデュース - 関口周平
- プロデューサー - 近藤あゆみ
- 撮影 - 池田直矢
- 照明 - 舘野秀樹
- 録音 - 西山徹
- 美術 - 布部雅人
- 装飾 - 大原清孝
- 衣装 - 立花文乃
- ヘアメイク - 岩本みちる、豊川京子（広瀬すず）
- 編集 - 田端華子
- 選曲 - 泉清二
- 音響効果 - 佐藤祥子
- 記録 - 原田侑子
- 助監督 - 玉澤恭平
- 制作担当 - 守田健二
- 宣伝プロデューサー - 田中弘美
- 製作プロダクション - スタジオブルー[18]
- 製作幹事・配給 - ハピネットファントム・スタジオ
- 製作 - 映画「水は海に向かって流れる」製作委員会（ハピネットファントム・スタジオ、テレビ東京、講談社、フォスター・プラス、スタジオブルー）

### 映画関連書籍
- フォトブック『映画 水は海に向かって流れる×広瀬すず』（2023年5月10日、講談社、ISBN 978-4-06-531614-6）[22]
- ノベライズ本『小説 水は海に向かって流れる』（ノベライズ・森らむね、2023年5月16日、講談社〈講談社タイガ〉、ISBN 978-4-06-531447-0）[22]

### テレビ放映
| 回数 | 放送局     | 放送枠           | 放送日        | 放送時間 (JST) | 放送分数 | 平均世帯 視聴率 | 平均個人 視聴率 | 備考                                       |
| ---- | ---------- | ---------------- | ------------- | -------------- | -------- | --------------- | --------------- | ------------------------------------------ |
| 1    | テレビ東京 | シネマスペシャル | 2025年3月31日 | 2:50-4:55      | 125分    | 0.4%            | 0.2%            | 地上波初放送。映画『片思い世界』公開記念。 |

- 地上波放送・関東地区のみ記載。
- 視聴率はビデオリサーチ調べ。関東地区でのデータ。